# Timo Altersberger
Timo Altersberger (* 11. Oktober 2000) ist ein österreichischer Fußballspieler.

## Karriere
Altersberger begann seine Karriere beim SV Spittal/Drau. Zur Saison 2016/17 rückte er in den Kader der zweiten Mannschaft von Spittal. Im Oktober 2016 debütierte er dann auch für die erste Mannschaft des Teams in der Kärntner Liga. Bis Saisonende kam er zu zehn Einsätzen in der vierthöchsten Spielklasse. In der Saison 2017/18 absolvierte er 14 Partien für Spittal.
Zur Saison 2018/19 wechselte Altersberger zum Regionalligisten FC Lendorf. In jener Saison kam er zu 26 Einsätzen in der Regionalliga, aus der Lendorf zu Saisonende aber abstieg. In der COVID-bedingt abgebrochenen Saison 2019/20 absolvierte er alle 16 Partien in der Kärntner Liga. In der Saison 2020/21 absolvierte er ebenfalls alle 15 Saisonspiele. Zur Saison 2021/22 schloss er sich den drittklassigen Amateuren des Wolfsberger AC an. Für Wolfsberg II kam er zu 30 Einsätzen in der Regionalliga Mitte.
Zur Saison 2022/23 wechselte Altersberger in die Regionalliga Ost zum SV Stripfing. Für die Niederösterreicher absolvierte er 21 Partien in der Ostliga, mit Stripfing stieg er zu Saisonende als Meister in die 2. Liga auf. Sein Zweitligadebüt gab er dann im August 2023, als er am vierten Spieltag der Saison 2023/24 gegen den SKU Amstetten in der 82. Minute für Christos Papadimitriou eingewechselt wurde. Für Stripfing kam er insgesamt zu 46 Zweitligaeinsätzen.
Zur Saison 2025/26 wechselte er zum Ligakonkurrenten SKN St. Pölten.